# 다카기 도시야
다카기 도시야(일본어: 高木 利弥, 1992년 11월 25일 ~ )는 일본의 축구 선수이다. 현재 캄보디아 프리미어리그의 티피 아미에서 뛰고 있다.

## 구단 경력
그는 2015년부터 2022년까지 J리그의 몬테디오 야마가타, 제프 유나이티드 지바, 가시와 레이솔, 마쓰모토 야마가 FC, 에히메 FC에서 활동하였다.